# 王涵
王涵（1991年1月24日—），河北保定人，中國女子跳水運動員 。
2022年5月3日被授予中国青年五四奖章。

## 主要成績
- 2008年 全國跳水冠軍賽暨奧運會選拔賽（雙人）女子個人全能賽冠軍
- 2009年 全國跳水冠軍賽 女子雙人3米板冠軍（拍擋郭晶晶）
- 2009年 全國青年跳水冠軍賽 女子3米跳板冠軍
- 2009年 國際泳聯世界跳水系列賽常州站 女子雙人3米板冠軍（拍擋何姿）
- 2009年 國際泳聯世界跳水系列賽墨西哥站 女子雙人3米板冠軍（拍擋何姿）
- 2009年 國際泳聯世界跳水系列賽深圳站冠軍 女子雙人3米板冠軍（拍擋何姿）
- 2009年 國際泳聯世界跳水系列賽英國謝菲爾德站 女子雙人3米板決賽女子雙人3米板冠軍（拍擋何姿）
- 2010年 亞洲運動會 女子双人3米跳板（拍擋施廷懋）
- 2020年 奥运会 女子双人3米跳板（拍擋施廷懋）

## 主要比賽成績
只列出曾進入三甲的國際賽事成績：
| 年份   | 賽事                 | 項目        | 拍檔 | 成績   | 成績 |
| ------ | -------------------- | ----------- | ---- | ------ | ---- |
| 2015年 | 世界跳水系列賽喀山站 | 3米彈板     | －   | 335.30 | 季軍 |
| 2015年 | 世界跳水系列賽喀山站 | 混雙3米彈板 | 杨昊 | 333.60 | 冠軍 |
| 2015年 | 世界跳水系列賽倫敦站 | 3米彈板     | －   | 366.90 | 亞軍 |
| 2015年 | 世界跳水系列賽倫敦站 | 混雙3米彈板 | 杨昊 | 336.90 | 冠軍 |
| 2015年 | 世界跳水系列賽溫莎站 | 3米彈板     | －   | 363.60 | 亞軍 |
| 2015年 | 世界跳水系列賽溫莎站 | 女雙3米彈板 | 何姿 | 316.80 | 冠軍 |

## 退役
2022年4月5日，王涵在自己的微博上宣布退役，并将返回河北省队担任教练。

## 外部連結
- 王涵的新浪微博